# Plavi cvijet (2021.)
Plavi cvijet hrvatski je film redatelja Zrinka Ogreste iz 2021. godine. Film je svjetsku premijeru doživio u travnju 2021. u  glavnom programu 43. Moskovskog međunarodnog filmskog festivala na kojemu ga je publika izabrala trećim najboljim filmom festivala. Na 68. Pulskom filmskom festivalu film je nagrađen Velikom zlatnom arenom za najbolji film, redatelj Ogresta Zlatnom arenom za najbolju režiju, Vanja Ćirić Zlatnom arenom za najbolju glavnu žensku ulogu, a nagrađen je i Nagradom međunarodnog žirija kritike.

## Uloge
- Vanja Ćirić – Mirjana

- Anja Šovagović-Despot – Violeta

- Tea Harčević – Veronika

- Nikša Butijer – Vlado

- Alen Liverić – Jakov

- Doris Šarić-Kukuljica – Ankica

## Ekipa
- Scenaristica –  Ivor Martinić

- Direktor fotografije – Branko Linta

- Montažer – Tomislav Pavlić

- Kostimografkinja – Katarina Zaninovic

## Nagrade i festivali
- Pulski filmski festival 2021. – Velika zlatna arena za najbolji film, Zlatna arena za režiju, Zlatna arena za najbolju glavnu žensku ulogu, Nagrada međunarodnog žirija kritike